# Luperososia antennalis
Luperososia antennalis es una especie de insecto coleóptero de la familia Chrysomelidae.
Fue descrita científicamente en 1935 por Laboissiere.